# 26468 Ianchan
26468 Ianchan este un asteroid din centura principală de asteroizi.

## Descriere
26468 Ianchan este un asteroid din centura principală de asteroizi. A fost descoperit pe 5 ianuarie 2000 la Socorro, New Mexico, în cadrul proiectului LINEAR. Asteroidul prezintă o orbită caracterizată de o semiaxă mare de 2,45 ua, o excentricitate de 0,08 și o înclinație de 5,8° în raport cu ecliptica.